# Víno (Slezské Rudoltice)
Víno (německy Weine) je osada, část obce Slezské Rudoltice v okrese Bruntál. Nachází se asi 1,5 km na jih od Slezských Rudoltic.
Víno je také název katastrálního území o rozloze 3,73 km2. Ve Víně je evidováno 12 adres, vesměs čísla popisná (trvalé objekty). Při sčítání lidu roku 2001 zde bylo napočteno 14 domů (12 ve Víně a 2 v Pelhřimovech), z toho 4 trvale obydlené.

## Historie
První písemná zmínka o vesnici pochází z roku 1389. V roce 1836 zde stálo 36 očíslovaných domů. U rybníka se také nacházela kaple z téhož roku (1836), která byla díky povodním v roce 1997 poničena, poté srovnána se zemí bagrem. V současných chvílích se pracuje na znovupostavení kaple, avšak v menším měřítku. Ve Víně je taky rybník, který v současné době (2020) podléhá rekonstrukci a čištění. U rybníka stojí malá cihlová budova, pravděpodobně stavěna ve 30. letech 20. století, sloužila jako hasičárna pro tamní hasiče.
Součástí Slezských Rudoltic se dříve samostatná obec Víno stala 22. srpna 1951.

## Vývoj počtu obyvatel
Počet obyvatel Vína (včetně Pelhřimov) podle sčítání nebo jiných úředních záznamů:
| Rok            | 1869 | 1880 | 1890 | 1900 | 1910 | 1921 | 1930 | 1950 | 1961 | 1970 | 1980 | 1991 | 2001 |
| -------------- | ---- | ---- | ---- | ---- | ---- | ---- | ---- | ---- | ---- | ---- | ---- | ---- | ---- |
| Počet obyvatel | 484  | 528  | 474  | 492  | 470  | 466  | 446  | 12   | 67   | 54   | 34   | 32   | 37   |

1. ↑  z toho: Pelhřimovy 303, Víno 143
2. ↑  z toho: 0 Čechoslováků, 410 Němců; 441 řím. kat., 5 evang. (2 v Pelhřimovech a 3 ve Víně)
3. ↑  z toho: Pelhřimovy 0, Víno 37